# Henning Jensen
Henning Jensen (Nørresundby, 17 de agosto de 1949-4 de diciembre de 2017) fue un jugador de fútbol danés, que jugó profesionalmente en el Borussia Mönchengladbach, el Real Madrid y el Ajax de Ámsterdam como centrocampista, ganando el campeonato nacional en cada país, algo que ningún jugador danés había logrado antes. Marcó nueve goles en 21 partidos con la selección danesa de fútbol entre 1972 y 1980.

## Biografía
Empezó a jugar al fútbol para el equipo local Nørresundby BK en las Series Danesas, la Cuarta División del fútbol danés.
Jugando como un delantero diestro, hizo su debut con el equipo nacional de Dinamarca en mayo de 1972, y anotó un gol en el partido de clasificación para los Juegos Olímpicos de 1972 ante Rumanía. Antes de haber jugado nunca un partido de la liga danesa, se trasladó al extranjero en 1972, concretamente a Alemania, firmando un contrato profesional con el club del Borussia Mönchengladbach.
En Mönchengladbach, jugó junto a su compatriota danés Allan Simonsen. En sus cuatro años en el club alemán, ganó la Copa de Alemania 1972-73, la Copa de la UEFA 1974-75, y dos campeonatos de la Bundesliga. Después de 44 goles en 125 partidos de liga, en 1976 firmó un lucrativo contrato para defender los colores del Real Madrid. Jugó tres años de éxito en el Real Madrid, ganando los campeonatos de liga de 1977-78 y 1978-79. Durante su estancia en Madrid, marcó el gol número 300 del club en competiciones europeas y fue en la historia del club el danés que más partidos disputó con 102. Al finalizar su contrato, se trasladó a los Países Bajos en 1979, para jugar en el campeón de la liga neerlandesa, el Ajax de Ámsterdam, dirigido en esos momentos por Cor Brom y Leo Beenhakker. En Ámsterdam se encontró con otros jugadores daneses, como Frank Arnesen y Søren Lerby (y dos años más tarde también por un corto periodo de tiempo con Jesper Olsen). El jugador tuvo que luchar duro por ganarse un puesto en el equipo a la edad de 30 años. El centrocampista tuvo mucha rivalidad de Frank Arnesen, Dick Schoenaker y Søren Lerby, que formaba entonces uno de los tríos de centrocampistas atacantes más fuertes de toda Europa. Jensen empezó a jugar como delantero centro, tras la venta de Ray Clarke. También se desempeñó durante ese tiempo como extremo. Tras una lesión de Arnesen durante la temporada 1979-80, Jensen comenzó a jugar en el centro del campo, disfrutando allí de sus mejores partidos con el Ajax. En la temporada 1979-80 ganó la liga neerlandesa, llegando también esa temporada a las semifinales de la Copa de Europa de campeones.
Volvió a Dinamarca en julio de 1981 para jugar en el AGF Aarhus, antes de fichar finalmente por el  Nørresundby BK, donde jugó sus últimos partidos como profesional.
En 2006, Henning Jensen fue nominado por la Unión Danesa de Fútbol al premio al "Mejor Futbolista Danés de todos los tiempos", junto con Preben Elkjær Larsen, Brian Laudrup, Michael Laudrup, Morten Olsen, Peter Schmeichel, Allan Simonsen y Jon Dahl Tomasson.
Jensen falleció el 5 de noviembre de 2017 tras una corta enfermedad, víctima de un cáncer.

## Palmarés

### Títulos nacionales
| Título     | Club                     | País     | Año  |
| ---------- | ------------------------ | -------- | ---- |
| DFB-Pokal  | Borussia Mönchengladbach | Alemania | 1973 |
| Bundesliga | Borussia Mönchengladbach | Alemania | 1975 |
| Bundesliga | Borussia Mönchengladbach | Alemania | 1976 |
| LaLiga     | Real Madrid C. F.        | España   | 1978 |
| LaLiga     | Real Madrid C. F.        | España   | 1979 |
| Eredivisie | Ajax de Ámsterdam        | Holanda  | 1980 |

### Títulos internacionales
| Título          | Club                     | Ciudad   | Año  |
| --------------- | ------------------------ | -------- | ---- |
| Copa de la UEFA | Borussia Mönchengladbach | Enschede | 1975 |

- Datos: Q654935
- Multimedia: Henning Jensen (footballer) / Q654935